# Emmersdorf (Gemeinde Neulengbach)
Emmersdorf ist eine Ortschaft und eine Katastralgemeinde der Stadtgemeinde Neulengbach im Bezirk St. Pölten in Niederösterreich. Die Ortschaft hat 145 Einwohner (Stand 1. Jänner 2024).

## Geografie
Der am rechten Ufer der Großen Tulln liegende Ort ist über die Landesstraße L2266 erreichbar.

## Geschichte
Laut Adressbuch von Österreich waren im Jahr 1938 in Emmersdorf ein Gärtner, ein Gastwirt, ein Schuster und eine Viktualienhändlerin ansässig. Bis zur Eingemeindung nach Neulengbach war das Dorf ein Teil der damaligen Gemeinde Inprugg.